# Bowling irlandese da strada

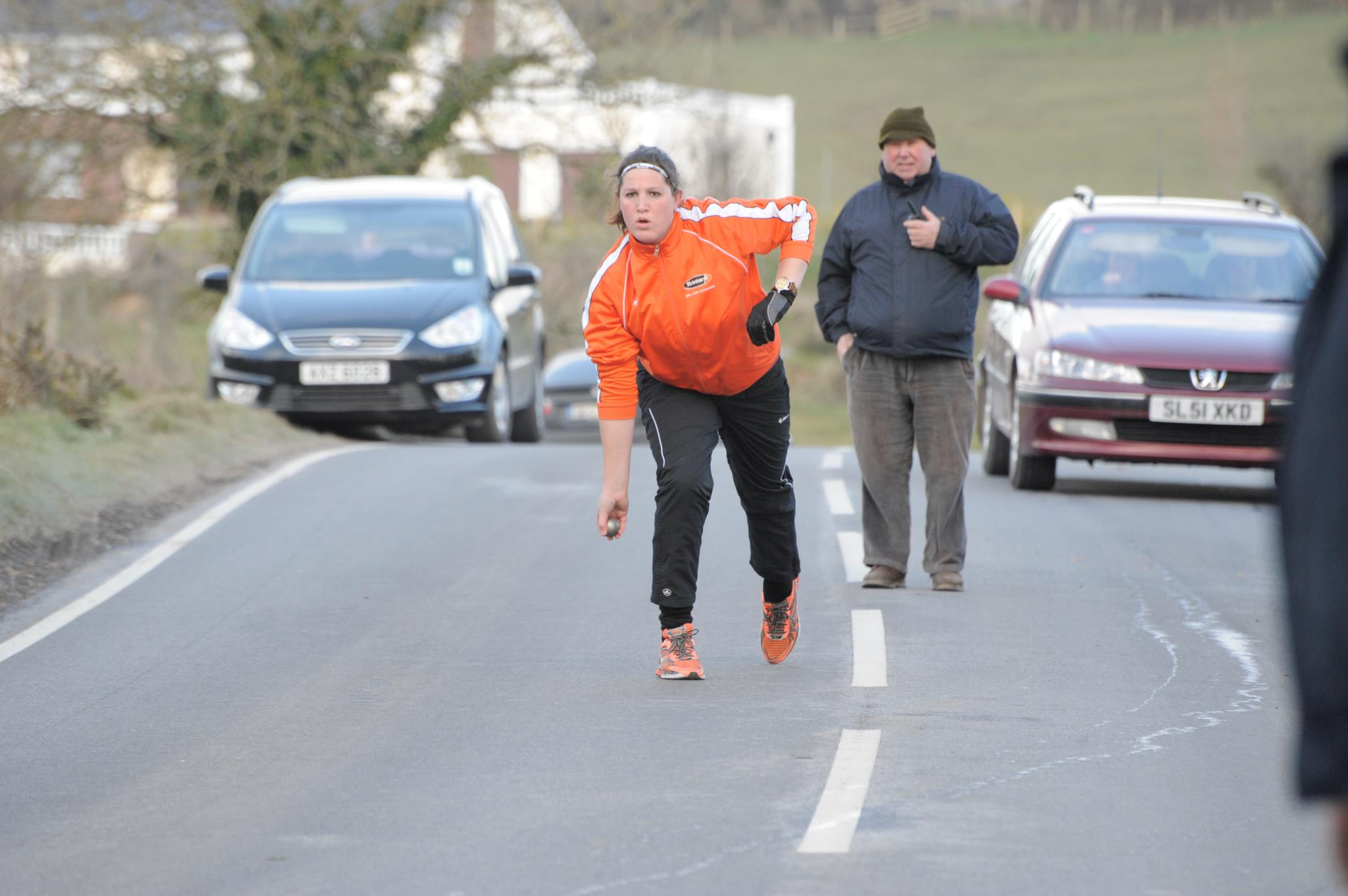
Un lancio in un incontro di bowling da strada

Il Bowling da strada (in irlandese: Bol un bhóthair) (chiamato in inglese anche long bullets o bullets) è uno sport irlandese, in cui i concorrenti tentano, usando il minor numero di lanci, di spingere una sfera di metallo lungo un percorso predeterminato di strade di campagna.
Lo sport è nato in Irlanda e si gioca principalmente nelle contee di Armagh e Cork. Gli spettatori spesso scommettono sul risultato e danno consigli al loro concorrente preferito nel corso della partita. Il Bowling da strada in Irlanda è disciplinato dall'Associazione volontaria irlandese di Bowling da strada (in irlandese Ból Chumann na hÉireann). L'All-Ireland Series del 2016 si è disputato nella cittadina di Madden (contea di Armagh).

## Regole e stile del gioco
L'attrezzo utilizzato per il gioco è una sfera di ferro o acciaio chiamata in irlandese bòl dalla circonferenza di circa 18 cm e con un peso di 793,8 grammi (28 once). All'incontro prendono parte due o più giocatori o squadre, vince chi raggiunge il traguardo con il minor numero di lanci. In caso di parità di numero di lanci il vincitore è deciso da un tiro aggiuntivo, il tiro che va più lontano dalla linea del traguardo vince.
Un osservatore, chiamato road shower, figura simile al caddy del golf, fornisce consigli sul lancio, un altro aiutante è posizionato davanti al lanciatore a piedi divaricati per mostrare al lanciatore la linea o il percorso migliore.
Gli stili di lancio differiscono lievemente tra la contea di Armagh e quella di Cork. Una volta effettuato il lancio viene contrassegnato sulla strada il punto corrispondente a dove la sfera si ferma e da lì viene effettuato il nuovo lancio.
Dove vi sono curve strette o incroci fra due strade, la sfera può essere gettata in aria (loft). Il loft deve colpire la strada o passare sopra di essa. Se il loft non riesce a raggiungere la strada, conta come un colpo effettuato e il lancio successivo deve essere effettuato di nuovo dallo stesso punto.

## Storia
Fintan Lane nel suo libro Long Bullets: A History of Road Bowling in Ireland risale alle origini di questa attività nel XVII secolo e suggerisce che una volta era molto più diffusa di quanto lo sia oggi. Fino al XIX secolo, il gioco era diffuso anche in Scozia, nel nord dell'Inghilterra e in Nord America.
In passato, i giocatori avevano a disposizione venti lanci a testa (o squadra), vinceva chi copriva la distanza maggiore. Il gioco moderno al contrario prevede una distanza fissa da percorrere col minor numero di lanci.
In passato erano frequenti le controversie, anche vigorose, tra concorrenti e spettatori, il gioco era malvisto dalle autorità e fino agli anni '50 vi sono stati casi di arresti e multe ai giocatori.
L'associazione irlandese a cui fanno riferimento i praticanti si chiama Bol-Chumann na hEireann ed è stata costituita nel 1954 per sostituire la meno organizzata All-Ireland Bowl Association. Ci sono state gare non ufficiali tra i campioni delle contee di Cork e Armagh nel corso dei decenni, ma il primo campionato nazionale tra loro è stato giocato nel 1963.
Il primo campionato del mondo è stato disputato nel 1985 a Cork nel contesto dei festeggiamenti per gli 800 anni della città.

## Geografia
La pratica della forma irlandese del bowling da strada è concentrata nelle contee di Cork e Armagh (soprattutto South Armagh). Competizioni si sono volte anche nelle contee di Mayo (Castlebar), Limerick, Waterford, Louth, Monaghan e più recentemente Tyrone e Wexford.
Il Klootschieten è un gioco simile giocato nei Paesi Bassi e nel nord-ovest della Germania (Frisia Orientale e Schleswig-Holstein) e tra queste regioni e l'Irlanda sono stati organizzati eventi internazionali.
Il gioco irlandese viene praticato anche a Boston (Massachusetts); Cambridge (New York) e Bennington (Vermont); Traverse City (Michigan); The Bronx; Nuova Zelanda; Asheville (Carolina del Nord); Savannah, Georgia.e sta crescendo nelle fiere e festival dello stato del West Virginia.

## Giocatori famosi
- Mick Barry (1919–2014) della contea di Cork è stato All-Ireland Champion in otto diverse occasioni tra il 1965 e il 1975.[13]
- John Buckley, Vescovo cattolico romano di Cork e Ross, spesso immortalato mentre gioca indossando la tonaca.
- Stephen Wallington di Cabell County, West Virginia, è l'attuale North American Road Bowling Champion.
- 'Red' Joe McVeigh (1925–90) di Armagh deve la sua fama alla vittoria di diversi titoli All-Ireland nel 1950. Egli è noto per aver battuto il record del famoso corso Knappagh appena fuori Armagh, completandolo in 22 colpi. Il record resiste ancora oggi e una lapide commemorativa è posta sul ciglio della strada per riconoscere l'impresa.

## Nella cultura di massa
La canzone Out the Road di Gaelic Storm parla di un incontro di bowling da strada. Inoltre, riprese di un incontro sono incluse in un video di YouTube girato da Pat Murphy e Steve Twigger, fondatori della band, durante il loro viaggio nella contea di Cork in occasione della produzione del loro album Chicken Boxer (che comprende Out the Road).